# Liga Superior de Turkmenistán 2020
La Liga Superior de Turkmenistán 2020 fue la 28.ª edición de la Liga Superior de Turkmenistán, la máxima categoría de Turkmenistán.

## Equipos participantes
- FC Ahal
- FK Altyn Asyr (C)
- FC Aşgabat
- FC Energetik
- Köpetdag Aşgabat
- FC Merw Mary
- Nebitçi FT
- FC Şagadam

## Tabla de posiciones
| Pos | Equipo            | PJ | PG | PE | PP | GF | GC | Dif | Pts |
| --- | ----------------- | -- | -- | -- | -- | -- | -- | --- | --- |
| 01. | FC Altyn Asyr (C) | 28 | 23 | 4  | 1  | 79 | 17 | +62 | 73  |
| 02. | FC Ahal           | 28 | 17 | 4  | 7  | 54 | 29 | +25 | 55  |
| 03. | Shagadam          | 28 | 13 | 8  | 7  | 46 | 27 | +19 | 47  |
| 04. | Kopetdag          | 28 | 11 | 8  | 9  | 33 | 27 | +6  | 41  |
| 05. | FC Ashgabat       | 28 | 10 | 6  | 12 | 35 | 45 | -10 | 36  |
| 06. | Merw              | 28 | 8  | 4  | 16 | 29 | 45 | -16 | 28  |
| 07. | Nebitçi           | 28 | 7  | 3  | 18 | 30 | 60 | -30 | 24  |
| 08. | FC Energetik      | 28 | 3  | 3  | 22 | 23 | 79 | -56 | 12  |

Pts = Puntos; PJ = Partidos jugados; G = Partidos ganados; E = Partidos empatados; P = Partidos perdidos; GF = Goles anotados; GC = Goles recibidos; Dif = Diferencia de goles

(C) = Campeón.

Fuente:
|  | Liga de Campeones de la AFC 2021 (Fase de grupo) |
|  | Copa AFC 2021 (Ronda preliminar)                 |